# Bairacikî
Bairacikî (în ucraineană Байрачки) este o așezare de tip urban din raionul Perevalsk, regiunea Luhansk, Ucraina. În afara localității principale, nu cuprinde și alte sate.

## Demografie
Componența lingvistică a așezării de tip urban Bairacikî
     Rusă (66,67%)
     Ucraineană (32,96%)
     Alte limbi (0,38%)
Conform recensământului din 2001, majoritatea populației așezării de tip urban Bairacikî era vorbitoare de rusă (66,67%), existând în minoritate și vorbitori de ucraineană (32,96%).